# Carlos III de Lorena
Carlos III de Lorena (Nancy, 18 de febrero de 1543-ibidem, 14 de mayo de 1608) fue duque de Lorena. Era hijo del duque Francisco I de Lorena y de Cristina de Dinamarca, sobrina del emperador Carlos V del Sacro Imperio Romano Germánico. Su madre fue nombrada regente durante su minoría de edad. 
Su nombre debería ser el de Carlos II de Lorena, pero los historiógrafos lorenos, deseosos de establecer la legitimidad de los duques de Lorena y de Guisa y relacionarlos directamente a la monarquía carolingia, incluyeron en la lista de duques al carolingio Carlos (muerto en 991), duque de Baja Lotaringia.

## Biografía
Sucedió a su padre el 12 de junio de 1545, primero bajo la regencia de su madre y en 1552 bajo la de Nicolás de Lorena, conde de Vaudémont y futuro duque de Mercœur. A partir de 1552, su educación se llevó a cabo en la corte de Francia. En 1559, se casó con Claudia de Francia, hija del rey Enrique II, y con este motivo se le declaró mayor de edad. 
Entró en Nancy en octubre de 1559, pero se negó a prestar el tradicional juramento de respeto a los derechos y privilegios de los tres órdenes . Tres años más tarde, en 1562, se vio obligado a hacerlo al solicitar a los Estados de Lorena ayuda financiera.
Trató de mantenerse neutral en las disputas entre Francia y el Sacro Imperio Romano Germánico, a pesar de que permitió el paso a través de su ducado a tropas protestantes que acudían en auxilio de los hugonotes y de tropas españolas que se trasladaban desde el Franco Condado a los Países Bajos.
Profundamente católico, mantuvo buenas relaciones con los reyes de Francia hasta 1576, fecha en la que Enrique III firmó el edicto de Beaulieu con los jefes hugonotes. Sin llegar a unirse a la Santa Liga, recibió en 1580 en Nancy a los representantes de esta en su Asamblea general. En 1584, murió el duque de Alençon, y el heredero de la corona pasa a ser el protestante Enrique de Navarra. Carlos no consintió en que un protestante pudiera llegar a ser rey de Francia. Por aquella época, François de Rosières, un archidiácono del obispado de Toul, publicó un libro en el que se afirmaba que la Casa de Lorena surgía de los últimos carolingios, por lo que Carlos III se consideró heredero al trono de Francia. La guerra se reanudó y Lorena resultó devastada por los mercenarios que atravesaban el ducado.
En 1589, Enrique IV sucedió al asesinado Enrique III, y Carlos III se unió a la Liga. La guerra volvió a estallar y el protestante Enrique de la Tour d'Auvergne, vizconde de Turena, destrozó el norte del ducado. Sólo se alcanzó la paz con el tratado de Saint-Germain-en-Laye, el 16 de noviembre de 1594, y con la boda entre Catalina de Borbón, hermana de Enrique IV, con Enrique, hijo y heredero de Carlos III.
A pesar de las guerras de religión, su reinado fue una época de auge y prosperidad. Fundó en 1572, junto al cardenal Carlos de Lorena (1524-1574), la Universidad de Pont-à-Mousson y fijó desde 1580 el principio del año el 1 de enero. Fundó las ciudades de Clermont en Argonne, Lunéville y Stenay. En 1590, amplió Nancy, creando la Ciudad Nueva, cuatro veces mayor en superficie que la antigua, pero fracasó en su intento de instalar un obispado en Nancy. Murió en 1608.

## Matrimonio e hijos
Contrajo matrimonio en París el 22 de enero de 1559 con Claudia de Francia, hija de Enrique II y de Catalina de Médici, y tuvo nueve hijos:
- Enrique II (1563-1624), duque de Lorena.[4]
- Cristina (1565-1637), casada en 1589 con Fernando I de Médici, gran duque de Toscana (1549-1609).
- Carlos (1567-1607), cardenal de Lorena, obispo de Metz (1578-1607), y de Estrasburgo (1604-1607).
- Antonieta (1568-1610), casada en 1599 con el duque Juan Guillermo de Cléveris (1562-1609).
- Ana (1569-1576).
- Francisco II (1572-1632), conde de Vaudémont, y luego duque de Lorena.
- Catalina (1573-1648), abadesa de Remiremont.
- Isabel Renata (1574-1636), casada en 1599 con el elector y duque Maximiliano I de Baviera (1573-1651).
- Claudia (1574-1576).

También tuvo un hijo ilegítimo:
- Carlos de Remoncourt (?-1648), abad de Lunéville y de Senones.

## Ancestros
| Duque Carlos III de Lorena | Padre: Francisco I, Duque de Lorena   | Abuelo paterno: Duque Antonio de Lorena      | Padre del abuelo paterno: Duque Renato II de Lorena                                  |
| Duque Carlos III de Lorena | Padre: Francisco I, Duque de Lorena   | Abuelo paterno: Duque Antonio de Lorena      | Madre del abuelo paterno: Duquesa Felipa de Güeldres                                 |
| Duque Carlos III de Lorena | Padre: Francisco I, Duque de Lorena   | Abuela paterna: Duquesa Renata de Borbón     | Padre de la abuela paterna: Conde Gilberto de Borbón-Montpensier, Delfín de Auvernia |
| Duque Carlos III de Lorena | Padre: Francisco I, Duque de Lorena   | Abuela paterna: Duquesa Renata de Borbón     | Madre de la abuela paterna: Condesa Clara Gonzaga                                    |
| Duque Carlos III de Lorena | Madre: Princesa Cristina de Dinamarca | Abuelo materno: Rey Cristian II de Dinamarca | Padre del abuelo Materno: Rey Juan I de Dinamarca, Noruega y Suecia                  |
| Duque Carlos III de Lorena | Madre: Princesa Cristina de Dinamarca | Abuelo materno: Rey Cristian II de Dinamarca | Madre del abuelo Materno: Reina Cristina de Sajonia                                  |
| Duque Carlos III de Lorena | Madre: Princesa Cristina de Dinamarca | Abuela materna: Reina Isabel de Austria      | Padre de la abuela materna: Rey Felipe I de Castilla, el Hermoso                     |
| Duque Carlos III de Lorena | Madre: Princesa Cristina de Dinamarca | Abuela materna: Reina Isabel de Austria      | Madre de la abuela Materna: Reina Juana I de Castilla, la loca                       |

- Datos: Q505040
- Multimedia: Charles III, Duke of Lorraine / Q505040